# 先河環保
河北先河環保科技股份有限公司，簡稱河北先河環保科技股份、河北先河環保科技、河北先河環保，以及先河環保（英語：Hebei Sailhero Environmental Protection High-tech Co., Ltd.，深交所：300137），於1996年由李玉国（董事長）於河北省石家庄市湘江道251号（總部）創立，前身為「河北先河科技发展有限公司」。
現時業務在國內經營高端环境监测仪器仪表研发与生产。招股價為22元人民幣，發行新股為3000萬股，而集資額為6.6億元人民幣，而股份則在2010年11月5日於深圳證券交易所創業板上市。

## 連結
- Sailhero.com.cn （页面存档备份，存于）